# Cæcilie Norby
Cæcilie Norby, född 19 september 1964 i Frederiksberg, är en dansk jazz- och rocksångare.
Cæcilie Norby är dotter till kompositören Erik Norby och operasångaren Solveig Lumholt. Hon utbildade sig på musikskolan Sankt Annæ Gymnasium i Köpenhamn och medverkade från mitten av 1980-talet i jazz- och rockgruppen Frontline och pop- och rockgruppen One Two.
Cæcilie Norby skivdebuterade som soloartist 1995 med Cæcilie Norby. Hon är gift med basisten Lars Danielsson.

## Diskografi
- 1985 – Frontline (gruppen Frontline)
- 1986 – Frontlife (gruppen Frontline)
- 1986 – One Two (gruppen One Two)
- 1990 – Hvide Løgne (gruppen One Two)
- 1993 – Getting Better (gruppen One Two)
- 1995 – Cæcilie Norby
- 1996 – My Corner of the Sky
- 1999 – Queen of Bad Excuses
- 2002 – First Conversation
- 2004 – London/Paris (liveinspelning)
- 2005 – Slow fruit
- 2007 – I Had a Ball
- 2010 – Arabesque
- 2013 – Silent Ways
- 2015 – Just the Two of Us (med Lars Danielsson)